# Analaitivu
Analaitivu är en ö i Sri Lanka.   Den ligger i provinsen Nordprovinsen, i den nordvästra delen av landet, 300 km norr om huvudstaden Colombo. Arean är 6,4 kvadratkilometer.
Terrängen på Analaitivu är mycket platt. Öns högsta punkt är 11 meter över havet. Den sträcker sig 4,9 kilometer i nord-sydlig riktning, och 2,6 kilometer i öst-västlig riktning.